# Juan III de Armagnac
Juan III de Armagnac (1359 – 25 de julio de 1391) fue Conde de Armagnac, Fézensac y Rodez de 1384 a 1391.
Era hijo de Juan II de Armagnac, y Jeanne de Périgord.
En 1390, Juan reclamó el reino de Mallorca, pero fue vencido por las tropas de Juan I de Aragón en una batalla cerca de Navata. Juan III emprendió entonces acciones militares en el condado de Rosellón.
En 1391, tuvo que partir a Italia en ayuda de Carlos Visconti, Señor de Parma y marido de su hermana, Beatrix de Armagnac. Visconti estaba enfrentado a Gian Galeazzo Visconti, más tarde duque de Milán, cuya ambición era controlar todo el norte de Italia.
Su ejército fue atacado y derrotado decisivamente por Gian Galeazzo Visconti mientras cruzaba Alessandria en el Piamonte. Juan III murió en el choque.

## Familia
El 14 de mayor de 1378, Juan III se casó Margarita (1363–1443), condesa de Comminges (1363–1443).  Tuvieron dos hijas:
- Jeanne, que se casó con Guillaume-Amanieu de Madaillan (1375–1414) en 1409.[1]
- Margarita, esposa de Guillermo II, Vizconde de Narbona en 1415.[1]  Murió en la batalla de Verneuil, el 14 de agosto de 1424).